# أوتمار فالتر
أوتمار فالتر (بالألمانية: Ottmar Walter)‏ (مواليد 6 مارس 1924) هو لاعب كرة قدم. يلعب مع منتخب ألمانيا الغربية لكرة القدم. سبق له أن لعب في كأس العالم لكرة القدم مع منتخب بلاده.

## روابط خارجية
- أوتمار فالتر على موقع الاتحاد الدولي (مؤرشف)  (الإنجليزية)
- أوتمار فالتر على موقع قاعدة بيانات كرة القدم.إي يو (الإنجليزية)
- أوتمار فالتر على موقع بيانات كرة القدم. دي إي (الألمانية)
- أوتمار فالتر على موقع ناشيونال فوتبول تيمز (الإنجليزية)
- أوتمار فالتر على موقع عالم كرة القدم.نت (الإنجليزية)